# Holland's Next Top Model (mùa 8)
Holland's Next Top Model, Mùa 8 là mùa thứ tám của Holland's Next Top Model. Được phát sóng vào 31 tháng 8 năm 2015. Giống 2 mùa trước, chương trình được host bởi Anouk Smulders. Các thành viên khác là May-Britt Mobach & Dirk Kikstra. Mùa giải này có 13 thí sinh.
Điểm đến quốc tế của mùa này là Los Angeles dành cho top 10.
Người chiến thắng của mùa này là Loiza Lamers, 20 tuổi từ Driel. Cô giành được: 1 hợp đồng người mẫu với Touché Models trị giá 50.000€, lên trang bìa của tạp chí Amayzine.com và 1 chiếc xe mới.
Loiza là quán quân chuyển giới đầu tiên của Top Model.

## Các thí sinh
(Tuổi tính từ ngày dự thi)
| Thí sinh           | Tuổi | Chiều cao               | Quê quán   | Bị loại ở | Hạng                    |
| ------------------ | ---- | ----------------------- | ---------- | --------- | ----------------------- |
| Eline Stapel       | 18   | 1,79 m (5 ft 10+1⁄2 in) | Wognum     | Tập 1     | 13 (tước quyền thí đấu) |
| Mandy Fiege        | 22   | 1,81 m (5 ft 11+1⁄2 in) | Hoorn      | Tập 2     | 12 (dừng cuộc thi)      |
| Fleurine van Dalen | 21   | 1,81 m (5 ft 11+1⁄2 in) | Leusden    | Tập 2     | 11                      |
| Demi Leussink      | 20   | 1,80 m (5 ft 11 in)     | Zutphen    | Tập 3     | 10                      |
| Yara Fay Burgers   | 21   | 1,77 m (5 ft 9+1⁄2 in)  | Arnhem     | Tập 4     | 9                       |
| Amy van Hattem     | 16   | 1,75 m (5 ft 9 in)      | Zoetermeer | Tập 5     | 8                       |
| Jackie Hendrix     | 20   | 1,80 m (5 ft 11 in)     | Venlo      | Tập 6     | 7                       |
| Laurie Kruitbosch  | 19   | 1,78 m (5 ft 10 in)     | Apeldoorn  | Tập 7     | 6–5                     |
| Sterre Groot       | 19   | 1,82 m (5 ft 11+1⁄2 in) | Oostwoud   | Tập 7     | 6–5                     |
| Celine Koningstein | 19   | 1,80 m (5 ft 11 in)     | Utrecht    | Tập 9     | 4                       |
| Lisa Kapper        | 16   | 1,76 m (5 ft 9+1⁄2 in)  | Ovezande   | Tập 9     | 3                       |
| Rachel Swaab       | 22   | 1,77 m (5 ft 9+1⁄2 in)  | Amsterdam  | Tập 9     | 2                       |
| Loiza Lamers       | 20   | 1,83 m (6 ft 0 in)      | Driel      | Tập 9     | 1                       |

## Thứ tự gọi tên
| 1  | Loiza    | Laurie   | Demi     | Laurie | Celine | Laurie | Rachel | Lisa          | Loiza  |  |  |
| 2  | Lisa     | Rachel   | Yara     | Sterre | Amy    | Celine | Laurie | Celine        | Rachel |  |  |
| 3  | Yara     | Sterre   | Laurie   | Amy    | Loiza  | Rachel | Loiza  | Rachel        | Lisa   |  |  |
| 4  | Celine   | Lisa     | Lisa     | Rachel | Laurie | Lisa   | Celine | Loiza         | Celine |  |  |
| 5  | Jackie   | Jackie   | Loiza    | Lisa   | Lisa   | Loiza  | Sterre | Laurie Sterre |        |  |  |
| 6  | Amy      | Celine   | Amy      | Jackie | Jackie | Jackie | Lisa   | Laurie Sterre |        |  |  |
| 7  | Mandy    | Loiza    | Celine   | Celine | Rachel | Sterre | Jackie |               |        |  |  |
| 8  | Eline    | Fleurine | Jackie   | Loiza  | Sterre | Amy    |        |               |        |  |  |
| 9  | Fleurine | Demi     | Sterre   | Yara   | Yara   |        |        |               |        |  |  |
| 10 | Sterre   | Mandy    | Rachel   | Demi   |        |        |        |               |        |  |  |
| 11 | Demi     | Amy Yara | Fleurine |        |        |        |        |               |        |  |  |
| 12 | Rachel   | Amy Yara | Mandy    |        |        |        |        |               |        |  |  |
| 13 |          | Eline    |          |        |        |        |        |               |        |  |  |

     Thí sinh bị tước quyền thi đấu
     Thí sinh không bị loại khi rơi vào cuối bảng
     Thí sinh dừng cuộc thi
     Thí sinh bị loại
     Thí sinh chiến thắng cuộc thi
- Thứ tự gọi tên chỉ lần lượt từng người an toàn
- Trong tập 1, Eline từ chối diện mạo mới của cô và do đó bị loại. Amy và Yara nằm trong cuối bảng của tuần đó, nhưng cả hai đều không bị loại.
- Trong tập 2, Mandy đã dừng cuộc thi trước khi buổi chụp hình.

### Buổi chụp hình
- Tập 1: Video mở đầu chương trình
- Tập 2: Đầm dạ hội dưới nước trước biển hiệu Hollywood
- Tập 3: Ảnh quảng cáo Colgate trên thảm đỏ
- Tập 4: Trang sức Zinzi với người mẫu nam
- Tập 5: Phong cách của dân đô thị trên giày trượt
- Tập 6: Phơi bày cảm xúc trên sa mạc
- Tập 7: Sơn người trên xe ở dòng sông Los Angeles
- Tập 9: Trang biên tập cho tạp chí Amayzine.com